# Fontaine des Cariatides
La fontaine des Cariatides ou fontaine de la place des Quirites (en italien : Fontana delle Cariatidi ou Fontana de la  piazza dei Quiriti) est située sur la place du même nom, dans le rione Prati, derrière le Château Saint-Ange, à Rome en Italie.

## Histoire
La fontaine est construite en 1928,  par le sculpteur Attilio Selva, vainqueur d'un concours organisé par la ville. Elle est commandée par le gouverneur de Rome, Rieti Veralli Ludovico Spada Potenziani, chargé de la gestion de la capitale urbaine. La réalisation de la fontaine est considérée comme scandaleuse en raison de la présence de quatre statues de femmes nues.
La fontaine est surmontée d'une pomme de pin, d'où sort un jet d'eau qui tombe dans un bassin à quatre feuilles : celles-ci sont soutenues par quatre Cariatides nues et assises. L'eau s'écoule du premier bassin, dans un second plus large et circulaire. La base qui soutient celui-ci est décorée de feuilles en relief et d'une série de mini-bassins sur le périmètre. À la base se situe un bassin de plus grande dimension.
La fontaine est inaugurée en retard, en raison du scandale provoqué par la nudité des statues, le 21 avril 1928.

### Source de la traduction
- (it) Cet article est partiellement ou en totalité issu de l’article de Wikipédia en italien intitulé « Fontana della Piazza dei Quiriti » (voir la liste des auteurs).